# Main-Äppel-Haus Lohrberg

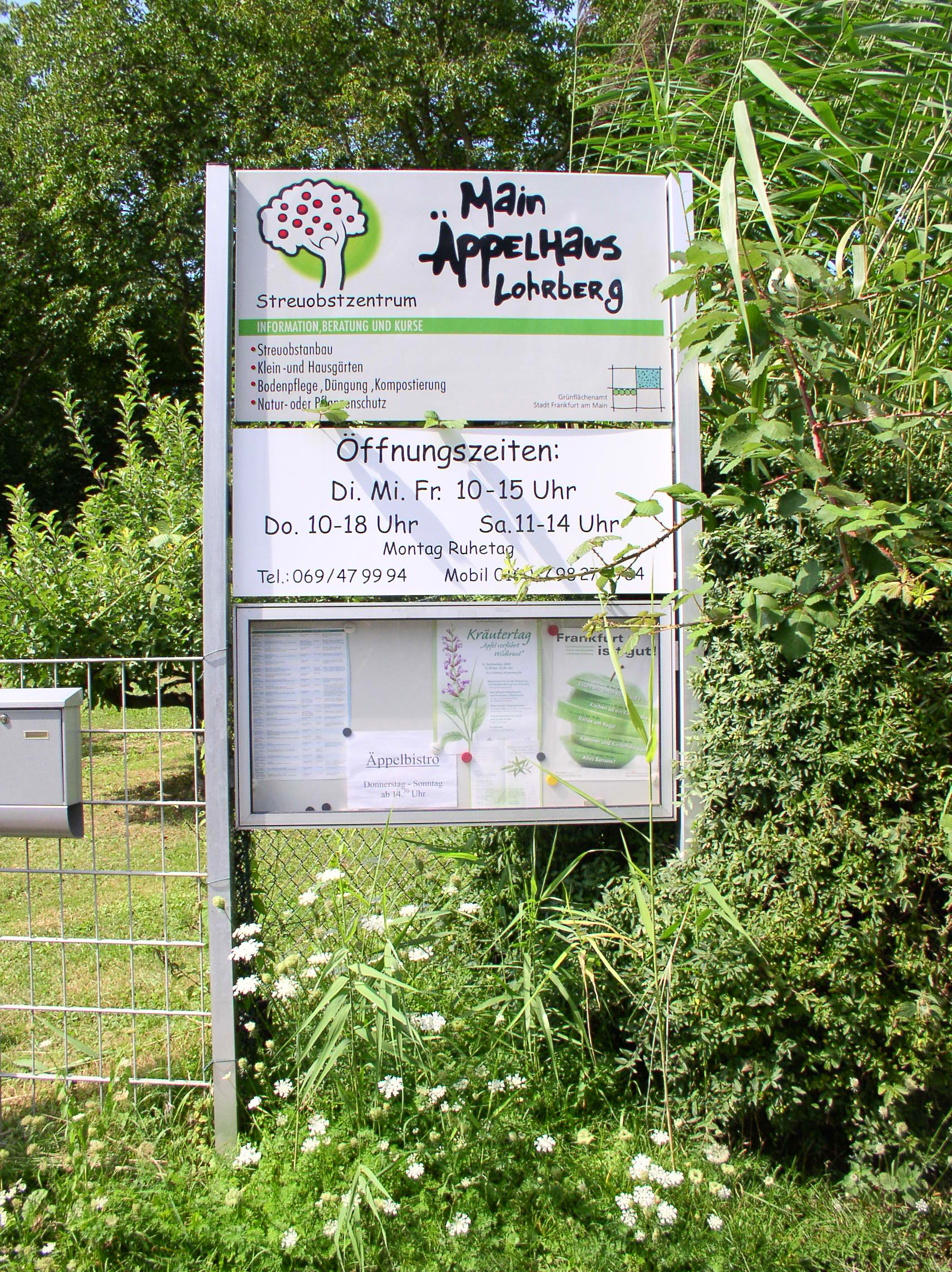
Eingang zum MainÄppelHaus Lohrberg an Frankfurts Haus- und Weinberg Lohrberg im nordöstlich gelegenen Stadtteil Seckbach

Der MainÄppelHaus Lohrberg Streuobstzentrum e.V. betreibt eine umweltpädagogische Informations- und Begegnungsstätte mit Naturerlebnisgarten in Frankfurt am Main am Lohrberg im Stadtteil Seckbach. Die Bezeichnung der Einrichtung steht für „Äppel“ als neuhessischer Ausdruck für Äpfel vom Main. Seitenarme des Flusses reichten früher bis an den Fuß des Berger Rückens heran, auf dem sich auch der Lohrberg befindet.

## Charakterisierung
Das MainÄppelHaus Lohrberg bietet Informationen und einen Ort der Begegnung und des Austausches rund um die Themen Streuobst und Gartenbau. Geboten werden unter anderem Umweltbildungsveranstaltungen, verschiedene Kurse, Führungen, Exkursionen sowie Produkte aus dem angegliederten Hofladen. Ein Seminarraum und zwei Hallen stehen zur Vermietung zur Verfügung. Kinderprojekte, insbesondere für Schulklassen und Kindergärten, runden das Angebot mit Naturaktionen ab.

### Garten
Der rund 2 Hektar große Beratungsgarten wird von Gärtnern betreut, die Fragen zur Pflege des Bodens, zum Obst- und Gemüseanbau und zum Arten- und Pflanzenschutz beantworten. Externe Gruppen dürfen thematisch gegliederte Beete pflegen.

### Lernstation im Frankfurter Grüngürtel
Das MainÄppelHaus Lohrberg ist als eine von mehreren Lernstationen innerhalb des Frankfurter Grüngürtels ausgebaut worden. Dahinter steckt das Bemühen, den traditionellen Streuobstgebieten der Region zu neuen Anhängern und Förderern zu verhelfen. Kindern werden daher im Rahmen des städtischen Programms „Entdecken, Forschen und Lernen im GrünGürtel“ diverse Veranstaltungen angeboten. Mädchen und Jungen, die in den Obstbäumen das Frankfurter Grüngürteltier entdecken sollten, können sich bei Sichtung von drei Exemplaren ein Grüngürteltier-Sammelbild verdienen. Zusammen mit vier weiteren Sammelbildern von den weiteren Lernstationen des Grüngürtels oder von entsprechenden Veranstaltungen kann man diese in einen GrünGürtel-Sammelpunkte-Pass einkleben und damit das so genannte GrünGürtel-Tier-Diplom erwerben.

### Gastronomie
Das MainÄppelHaus Lohrberg betreibt das Äppel-Bistro, in dem es kleine kalte Speisen aus der Frankfurter Küche anbietet und selbst gekelterten „Ebbelwoi“ und -saft aus eigenem Anbau ausschenkt. Auch der Seckbacher Riesling vom Lohrberger Hang ist im Ausschank, den die Stadt Frankfurt bzw. deren Vertreter  den internationalen Gästen der Stadt anbietet und als Gastgeschenk überreicht.

### Hofladen
Der dem Beratungsgarten angegliederte Hofladen des MainÄppelHaus Lohrberg bietet Produkte eigener Erzeugung an. Über die jeweilige Eignung der rund 20 verschiedenen Apfelsorten für Kompott, Kuchen oder als Tafelobst wird informiert.

### Landschaftsprojekte (Auszug)
Der Betreiberverein führt verschiedene Projekte in den Streuobstwiesen zu Landschaftspflege und -schutz durch, teils mit Unterstützung der Deutschen Bundesstiftung Umwelt und dem Institut für Tierökologie und Naturbildung.

## Geschichte
Das Areal des umweltpädagogisch konzipierten MainÄppelHaus Lohrberg basiert auf der 1946/47 von der Stadt Frankfurt am Main angelegten Beispiel- und Beratungsanlage als Informationsstätte der Obstbau betreibenden Bürger. Gerade in den Nachkriegsjahren entwickelte sich eine besondere Nachfrage, schon wegen der allgemein verheerenden Versorgungssituation. Ab den 1960er Jahren ließ das Interesse jedoch allmählich nach. Im Jahr 2003 gründete sich der Verein MainÄppelHaus Lohrberg Streuobstzentrum e.V., der im Jahr 2005 die Trägerschaft der wiederholt von der Schließung bedrohten Beispiel- und Beratungsanlage übernommen hat. Der Verein ist zugleich eine Art Nachfahre des 1907 gegründeten und 1985 aufgelösten Obst- und Gartenbauvereins Seckbach, der bereits eine Obstanbau-Versuchsanlage zu Forschungszwecken betrieb.
Historische Dokumente weisen aus, dass der Lohrberg und andere Teile des Berger Rückens früher bevorzugt für den Weinbau genutzt worden sind. Vereinzelt finden sich daher auch heute noch alte Weinstöcke in der Landschaft, unabhängig von dem heute noch betriebenen Weinbau am Lohrberger Hang durch das Weingut der Stadt Frankfurt am Main bzw. dessen Pächter. In jüngerer Zeit wurde der Weinbau jedoch zugunsten des Obstanbaus zurückgedrängt.

## Lage
Das MainÄppelHaus Lohrberg liegt innerhalb des Frankfurter Stadtteiles Seckbach am südöstlichen Hang des Lohrbergs.

## Initiatoren
Der MainÄppelHaus Lohrberg Streuobstzentrum e.V. in Frankfurt wurde vom Landschaftspflegeverband Main-Kinzig, dem Obst- und Gartenbauverein Bergen-Enkheim und der Zoologischen Gesellschaft Frankfurt (ZGF) gegründet, um den Streuobstgürtel im Großraum Frankfurt und insbesondere in Bergen-Enkheim, dauerhaft durch eine maßvolle und nachhaltige Nutzung  zu erhalten. Ein Pflegekonzept identifizierte Sofortmaßnahmen und dauerhafte Erhaltungsmaßnahmen. Ferner wurden Artenschutzkonzepte in den Mittelpunkt der Naturschutzmaßnahmen gerückt. Ziel war und ist es, durch die Nutzung der Kulturlandschaften die Erhaltung dieser sekundären Lebensräume für eine große Anzahl bedrohter Pflanzen und Tiere zu ermöglichen. Inzwischen ist der Streuobstschutz in Form eines eingetragenen Vereins gemeinnützig und ehrenamtlich organisiert. Zur dauerhaften Finanzierung der Vereinstätigkeit wurde eine Vermarktungs-GmbH gegründet. Die Erlöse aus der Tätigkeit der GmbH fließen vollständig in die Arbeit des Vereins und tragen so zur dauerhaften Sicherung der Streuobstbestände in und um Frankfurt bei.

## Verkehrsanbindung
Das Main-Äppel-Haus Lohrberg ist mit dem öffentlichen Personennahverkehr (ÖPNV) durch eine RMV-Buslinie über die Haltestelle Budge-Altenheim erreichbar. Von dort sind es etwa fünf Minuten ansteigender Fußweg.

## Medien
- Karsten Liebelt: Das Gartenjahr, Video, hrMedia, 60 Min. ISBN 3-89844-086-9[2]